# Spherillo inconspicuus
Spherillo inconspicuus är en kräftdjursart som först beskrevs av Edward John Miers 1876.
Spherillo inconspicuus ingår i släktet Spherillo och familjen Armadillidae. Inga underarter finns listade i Catalogue of Life.